# Nanocomposite de polymère
Un nanocomposite de polymère (ou PNC, polymer nanocomposite en anglais) est constitué par un ou plusieurs polymères avec des nanoparticules ou nanocharges dispersées dans la matrice polymère. Les nanoparticules existent sous différentes formes, par exemple feuillets, fibres, ou sphères, mais possèdent au moins une dimension comprise entre 1 et 50 nanomètres. Ce sont des systèmes multiphasés qui représentent actuellement environ 95 % de la production de plastiques. Les nanoparticules jouent le rôle d’un renfort ou d’un compatibilisant qui donnent de meilleures propriétés aux composites obtenus. Les nanoparticules, telles les nanotubes de carbone et les argiles, sont de plus en plus utilisées ces dernières années.

## Nanocomposite polymère/Nanocharge
En effet, un problème lié à l'utilisation de charges traditionnelles de taille micrométrique dans les polymères, est que les particules peuvent être trop grosses. Elles introduisent dans ce cas une fragilisation du matériau et une opacification en induisant un endommagement critique sous sollicitation mécanique.
Pour cette raison, les composites avec une charge de taille nanométrique sont de plus en plus étudiés depuis les années 2000. L'utilisation de nanoparticules dans les composites (nanocomposites) permet généralement de ne pas endommager le matériau et dans certains cas d’éviter une opacification de celui-ci (les nanotubes de carbone rendent invariablement les matériaux noir). Avec un faible taux de nanocharges, on peut obtenir une amélioration globale des propriétés des matériaux. Parmi tous les types de nanocharges, les argiles sont intéressantes parce qu'elles ont une structure en feuillets et possèdent un facteur de forme très élevé (environ 100). Leur forte abondance dans la nature permet aussi leur utilisation plus massive dans le domaine industriel. À la fin des années 1980, Toyota Central R&D Labs., Inc. a fabriqué un nouveau matériau à matrice polyamide 6 et renfort d’argile.
La transition de micro- à nanoparticules conduit à des changements des propriétés physiques et aussi chimiques. Ces changements peuvent être attribués à l’augmentation du rapport surface/volume et à la taille des particules. La surface importante des nanoparticules permet une meilleure interaction avec le polymère pendant le compoundage. À faible pourcentage de nanoparticules, les propriétés mécaniques, de retard au feu, de barrière aux gaz, sont considérablement améliorées. Ceci est très important dans le domaine des matières plastiques.